# Dysschema montezuma
Dysschema montezuma là một loài bướm đêm thuộc phân họ Arctiinae, họ Erebidae.